# NGC 2807
NGC 2807 је спирална галаксија у сазвежђу Рак која се налази на NGC листи објеката дубоког неба.
Деклинација објекта је + 20° 2' 10" а ректасцензија 9h 17m 0,7s. Привидна величина (магнитуда) објекта NGC 2807 износи 15,0 а фотографска магнитуда 15,8. NGC 2807 је још познат и под ознакама MCG 3-24-31, CGCG 91-51, PGC 26213.